# История Юкона

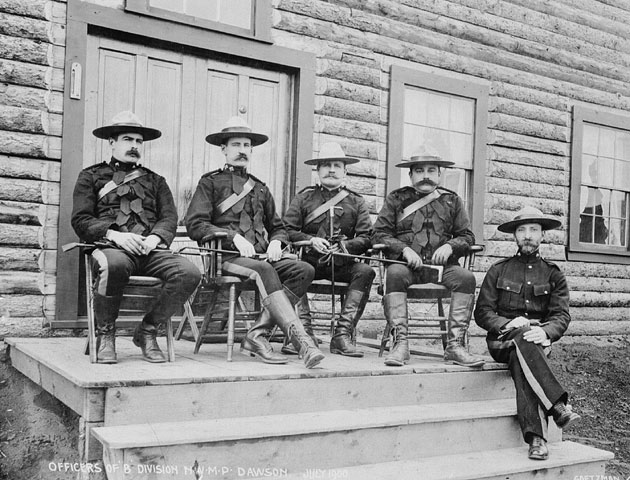
Северо-Западная конная полиция сыграла большую роль в поддержании порядка на территории Юкон во время золотой лихорадки.

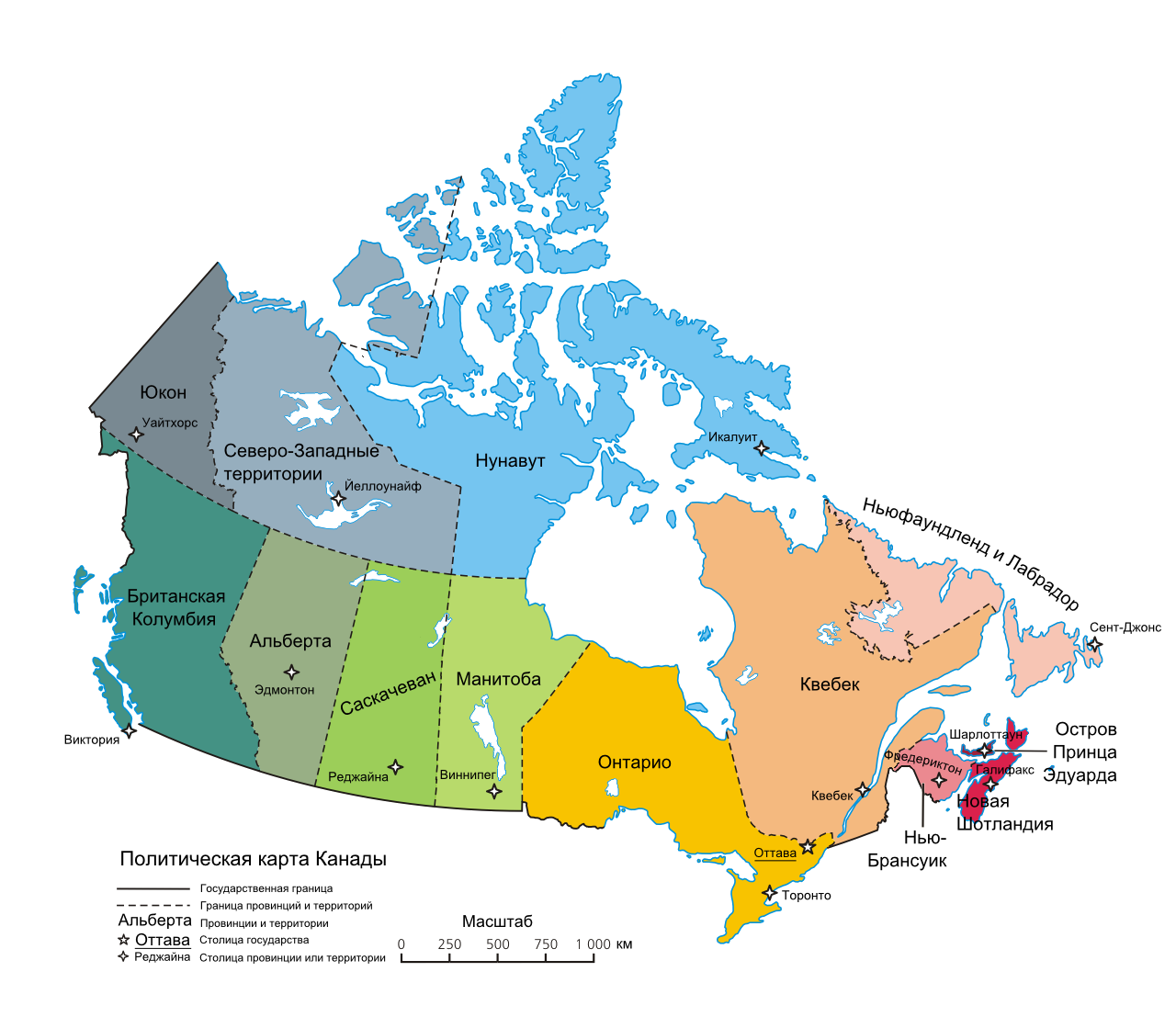
Юкон расположен на северо-западе Канады.
Юкон

История территории Юкон — история одной из территорий Канады на северо-западе страны, одна из старейших в Северной Америке. Первые жители пришли на плато Юкон из Азии через Берингов перешеек более 10 000 лет назад. Европейцы появились в этом труднодоступном регионе только в XIX веке. Сначала это были исследователи и торговцы пушниной из компании Гудзонова залива, а после открытия золота на реке Фрейзер в Британской Колумбии к ним присоединились золотоискатели. Будучи частью Северо-западной территории, Юкон вошёл в состав Канады в 1870 году. В 1898 году, в самый разгар золотой лихорадки, была образована независимая единица «Территория Юкон» в составе канадской конфедерации со столицей в Доусоне. В 1906 году на территории Юкона было обнаружено серебро, вскоре после этого экономика перешла с добычи золота на другие полезные ископаемые.
Во время Второй мировой войны через Юкон проходил северный маршрут ленд-лиза, который сопровождался строительством аляскинской трассы. Новейшая история Юкона включает в себя изменение экономических приоритетов территории. За определением зонтичного соглашения в 1984 году последовало подписание соглашений об управлении территорий с большинством общин коренных народов. Принятие нового акта о Юконе, вступившего в силу 1 января 2003 года, зафиксировало последние изменения в политике субъекта и дало ему современное название (из старого названия было убрано слово «территория»).

## Ранняя история
Многие результаты археологических исследований в северном Юконе вступают в противоречия с представлениями ряда учёных-геологов и гляциологов о доисторическом времени в Северной Америке. Общая точка зрения заключается в том, что люди пришли на континент из Сибири по Берингийскому сухопутному мосту, однако нет единого мнения о том, когда это произошло:стр.20. В 1966 году на равнинах Олд-Кроу в пойме реки Поркьюпайн были найдены кости карибу, обработанные человеком. Радиоуглеродный анализ определил, что находки датированы 25 тыс. до н. э. Сенсация привлекла внимание многих археологов, но найти дополнительные доказательства не представлялось возможным из-за геологических особенностей равнин. В 1985 году был проведён более точный анализ и оказалось, что возраст по меньшей мере части находок не превышает 3 тысяч лет:стр.9.

Берингийский сухопутный мост во время последней дегляциации.

Вместе с тем, подобные находки неопределённого возраста встречались также около города Доусон:стр.9. Сторонники теории раннего проникновения считают, что было две миграционных волны. С их точки зрения, заселение Америки действительно происходило 10 — 12 тысяч лет назад, но было второй волной миграции. Первая волна произошла 25 — 28, а по некоторым предположениям до 60 тысяч лет назад. В интервале между этими волнами движение на восток было невозможно, так как весь север континента, включая Аляску, был перекрыт мощными Лаврентийским и Кордильерским ледниковыми покровами с отдельными местными центрами оледенения. Согласно мнению других исследователей, благодаря рельефу местности, а именно горам Святого Ильи, большая часть территории Юкона и центральной Аляски избежала оледенения во время последнего ледникового периода, который закончился 10 тысяч лет назад, когда территория ещё была частью Берингии:стр.20:стр.7.
Территория представляла собой тундровое редколесье, заселённое лошадьми, мамонтами, карибу, овцебыками, бизонами, горными овцами, лосями, волками и медведями. Около 16 тысяч лет назад климат стал теплее, и сюда поднялась северная граница таёжной ландшафтно-климатической зоны. Ещё через четыре тысячи лет регион оказался полностью в зоне тайги с преобладанием хвойных лесов. Позднее крупные животные исчезли. В перекрытых лёссами трёх карстовых пещерах по известнякам вблизи посёлка Олд-Кроу (пещеры Блуфиш) были вскрыты толщи пещерных осадков. В них реконструирована геохимическая информация о возможных климатических изменениях территории с 20 тыс. до н. э. по 10 тыс. до н. э. В доступных для исследования временных интервалах нет общепризнанных артефактов, указывающих на присутствие в пещерах человека:стр.8. Однако, некоторые учёные всё же полагают, что часть находок являются артефактами, относящимися к культуре денали, — это некоторые орудия труда из кости и камня: каменные ножи, топоры, скребки и т. д.
Результаты археологических изысканий на более устойчивых геологических формациях Юкона допускают период появления здесь людей 9500 — 7500 лет назад до н. э.:стр.20 В настоящее время самыми древними следами пребывания человека в южной части Юкона признаются артефакты, найденные при археологические раскопках на реке Эйшихик около Аляскинской трассы. Они датируются 5200 годом до н. э.:стр.9 и относятся к северной палеоиндейской культуре
На территории Юкона и Аляски выделяют три археологические культуры, принадлежащие раннеберингийской традиции: ненана, денали и северная палеоиндейская. Первые жители Юкона, преодолев Берингов перешеек, не отправились сразу дальше на юг или на восток. Их расселение по континенту началось только с полным завершением последней (висконсинской) ледниковой эпохи Северной Америки. В это же время, в связи с деградацией оледенения и общим подъёмом уровня Мирового океана, уже мог быть полностью затоплен Берингийский сухопутный мост, однако миграции отдельных видов животных и растений, согласно некоторым гипотезам, по этому пути всё ещё продолжалась (приблизительно до 2000 года до н. э.). К этому времени в бассейне Юкона сформировались и основные ареалы органического мира:стр.21.

## Коренные народы Юкона

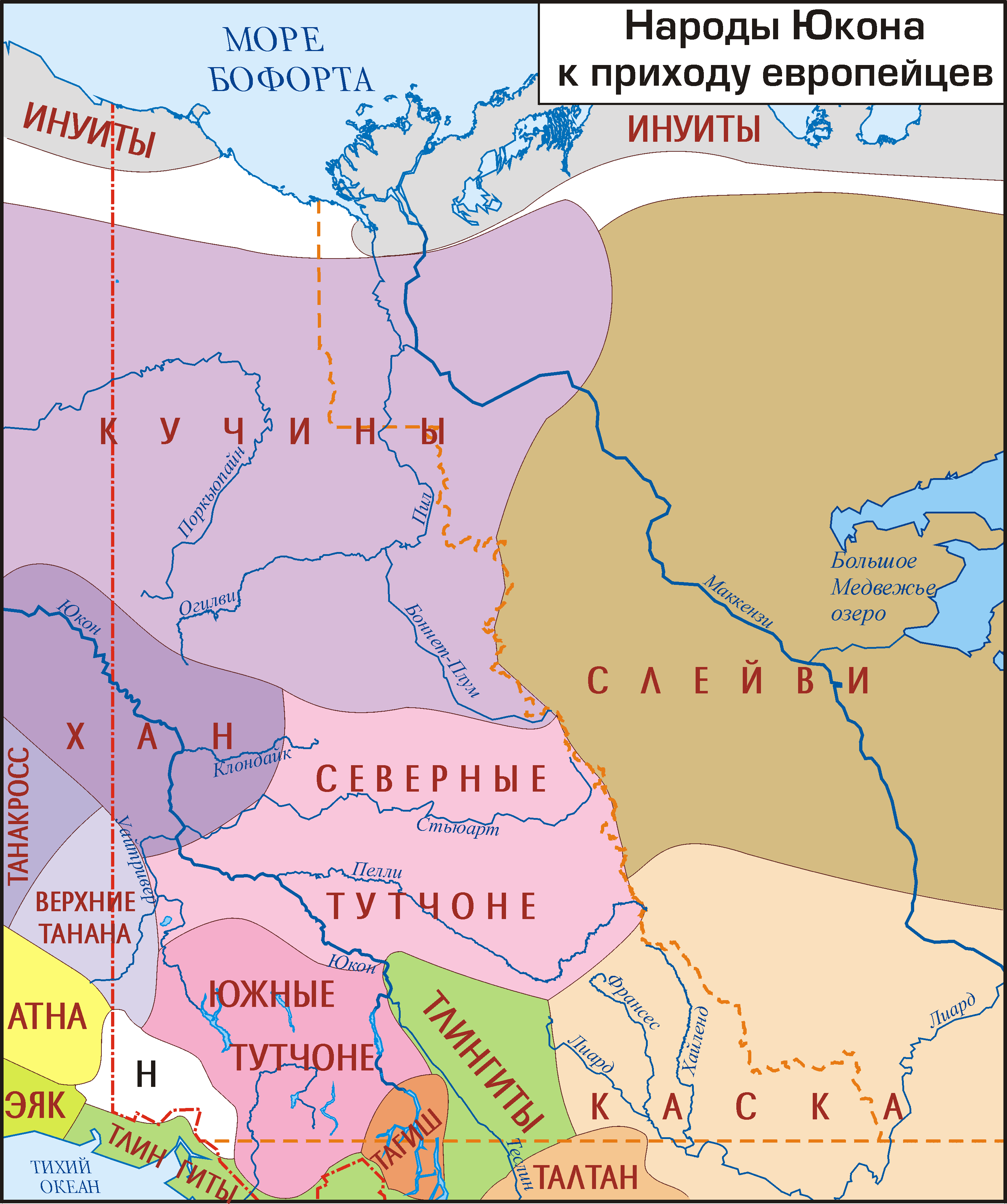
Народы Юкона к приходу европейцев.

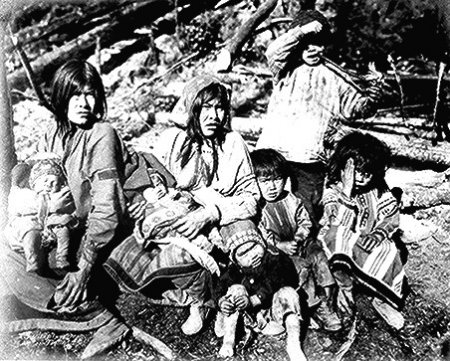
Женщина племени тлинкит с детьми.

Оценки численности населения Юкона в начале XIX века сильно разнятся. Ранее историки предполагали, что на территории жили 8000 человек, от 7000 до 8000 человек :стр.15, или более 9000 человек:стр.22. Другие оценки говорят, что к 1830-му году численность коренного населения составляла 4700 человек:стр.22.
Основную часть территории современного Юкона заселяли различные племена атабасков. На севере, в бассейнах рек Пил и Поркьюпайн жили индейцы кучины, или гвичин, как они себя называют. В среднем течении реки Юкон, по границе с Аляской жили близкие им индейцы хан. Большую часть центрального Юкона, в бассейнах рек Пелли и Стьюарт, занимали северные тутчоне, а юго-западного — южные тутчоне. На юго-востоке, в бассейне реки Лиард жили индейцы каска. На юге, в районе озёр в верховьях Юкона жили близкие им тегиш. На юго-западе, в верховьях реки Уайт-Ривер жили верхние танана.
Помимо атабасков, на арктическом побережье современного Юкона, в том числе на острове Хершел, жили инуиты (эскимосы). А на юге, по реке Теслин жили материковые тлинкиты (теслин), язык которых вместе с атабаскскими языками входит в семью на-дене.
Находящиеся на крайнем юго-западе Юкона горы Святого Ильи, покрытые снегами, были незаселенны.
Во всех частях территории образ жизни индейцев зависел от природных богатств конкретной местности. Тлинкиты передвигались небольшими группами по своей территории и занимались охотой и собирательством. На севере осенняя миграция оленей карибу в районе реки Поркьюпайн привлекала всех окрестных жителей. Для ловли животных строили специальный загон из двух длинных деревянных направляющих с ловушкой в конце. Животное, попавшее в ловушку, убивалось с помощью стрел. Около десяти племён кучинов занимались охотой на лосей и ловлей лосося. По уровню развития технологий они были схожи с другими индейцами Субарктики, при этом присутствовали и западные элементы: большие металлические ножи, сани, переносные тенты из шкур карибу. Индейцы племени хан, жившие по реке Юкон, сделали основой своего питания рыбу.
Ещё до прихода европейцев индейцы научились добывать медь в районе Уайт-Ривер. Они украшали медными наконечниками свои стрелы, а также торговали медью. После высадки европейцев на северо-западе континента (русских в 1740-х годах и британцев в 1770-х) торговля претерпела существенные изменения, а племена индейцев начали менять свои места обитания. Кроме того, европейцы принесли с собой множество заболеваний, существенно сократив и без того небольшую численность первых народов. Резкое сокращение численности отражено в устной традиции индейцев Юкона:стр.15.

## Первые поселения, первопроходцы и миссионеры

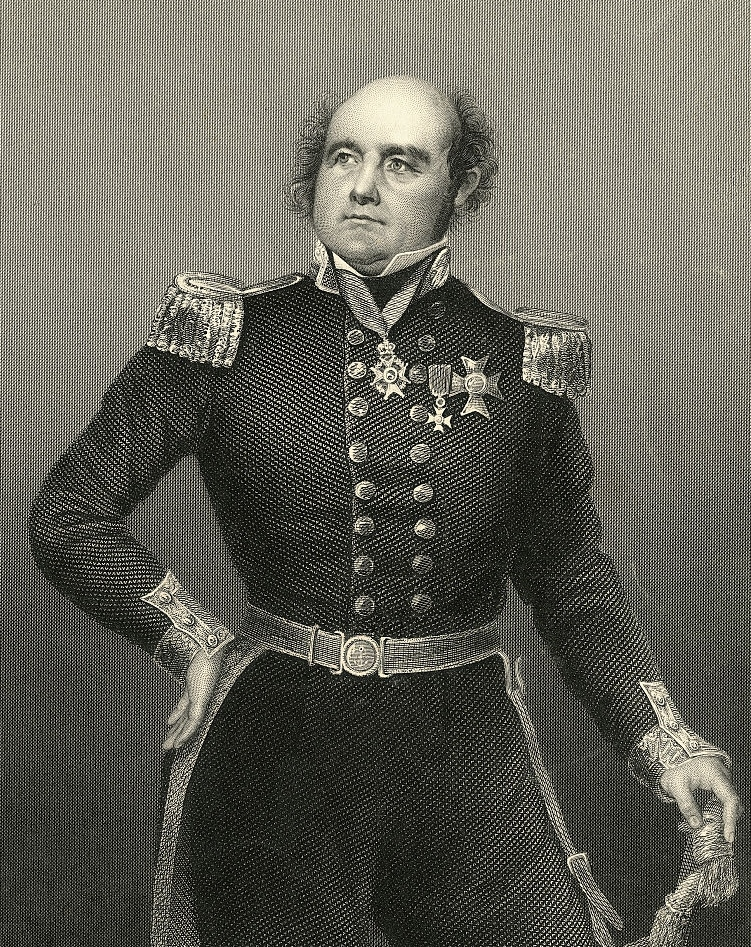
Джон Франклин — первый европеец на территории Юкона.

К 1830-м годам Юкон был одним из немногих белых пятен на карте Северной Америки. Учитывая возможные богатства территории, такая ситуация не должна была долго продолжаться:стр.15. Первым европейцем, перезимовавшим в арктической части Америки, был британский морской офицер сэр Джон Франклин. В 1819 году британское адмиралтейство поручило ему нанести регион на карту. Первая экспедиция Франклина чуть не закончилась катастрофой, он прошёл около 340 км побережья в условиях суровой зимы и потерял 11 человек из 19. В 1825 году сэр Джон Франклин начал вторую экспедицию в поисках Северо-западного прохода и нанес на карту арктическое побережье от устья реки Маккензи до Аляски, в частности остров Хершел, центр китобойного промысла на территории Юкона. Последняя экспедиция Франклина в 1845 году была очень хорошо оснащена, но пропала без вести. Многочисленные экспедиции в поисках Франклина, которые продолжались до конца XX века, провели обширные исследования Арктики и сформировали современную карту региона.
Последующие пятьдесят лет присутствие европейцев на территории составляло только несколько человек. Торговцы мехом основали четыре торговых поста, а через несколько лет после них появилась одна или две религиозные миссии. На севере Юкона, около нынешнего Олд-Кроу был основан Лапьер-Хауз (англ. Lapierre House), на западе — Рампарт-Хауз (англ. Rampart House), в центральной части — форт Селкёрк (англ. Fort Selkirk), а на юго-востоке — Франсес-Лейк-Пост, или Форт-Франсес (англ. Frances Lake Post, или англ. Fort Frances).

### Торговые компании
В 1840-х годах торговцы мехом и исследователи из компании Гудзонова залива воспользовались информацией Джона Франклина. Роберт Кэмпбелл исследовал западную часть бассейна реки Маккензи, верховья реки Лиард, реку Пелли и достиг реки Юкон в 1840 году. Джон Белл направился на север по реке Пил, где основал Форт-Мак-Ферсон, а затем двинулся на запад. Перейдя хребет Ричардсона, он исследовал реку Поркьюпайн и достиг медленного течения реки Юкон в 1845 году:стр.48.

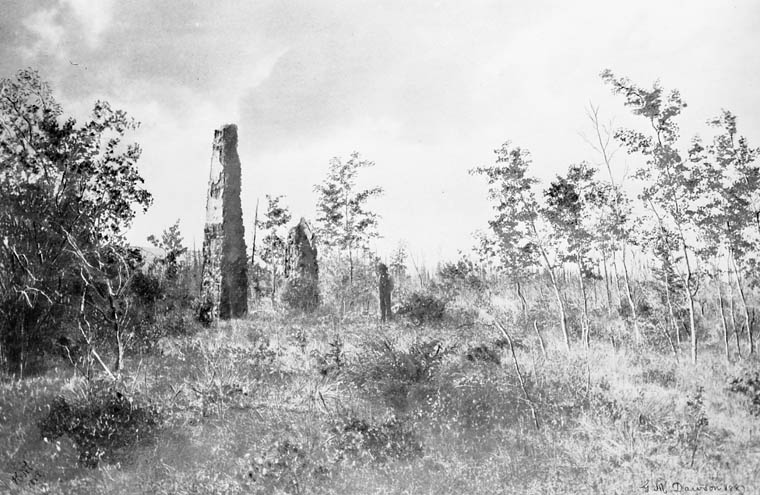
Руины Форт-Селкёрка.

В 1840 году Роберт Кэмпбелл основал первый торговый пост компании, расположенный на озере Франсес. В 1846 году Белл основал небольшой торговый пост Лапьер-Хауз западнее хребта Ричардсона:стр.23. В 1847 году Александр Хантер Маррей основал Форт-Юкон на слиянии рек Юкон и Поркьюпайн, определив в то же время, что эта местность находится за границей британских владений:стр.48. В 1848 году Роберт Кэмпбелл основал Форт-Селкёрк в устье реки Пелли, на территории северных тутчон:стр.48. Северные тутчоне занимались рыболовством и торговлей с индейцами с побережья Атлантического океана, племенем тлинкитов, которые боролись за свои рынки сбыта и были недовольны соглашением между Россией и Великобританией, которое разделило их территорию на части. Форт-Селкёрк разрушал торговую монополию племени и подвергался нападениям, в 1852 году, не дожидаясь жертв, торговцы покинули форт, который впоследствии был сожжён индейцами.
Индейцы, жившие на берегах Юкона, торговали с европейцами на равных. Этому способствовал суровый климат местности и относительно малое количество торговцев. В частности, индейцы могли торговаться, снижать цены, припрятывать товар:стр.52. Кроме того, индейцы пугали торговцев компании Гудзонова залива возможными атаками русских, а также угрожали сами:стр.53. Уилья Огилви в 1913 году так описывал торговый ритуал коренных жителей:стр.64:

Ни тогда, ни сейчас, индеец не ведёт торговлю второпях; он любит прийти к торговому посту и в первую очередь торжественно пожать руки всем вокруг, немного поговорить и покурить, затем съесть столько, сколько сможет и чем больше он при этом выпьет чая — тем лучше. После одного или двух дней, или насколько вам хватит терпения, он готов приступить к торговле, но и теперь вы должны быть очень дипломатичны, утаивая ваше раздражение, или вы потеряете бизнес.
Оригинальный текст (англ.)The Indian did not then, nor does he yet, care to do business in the rush method; he likes to come to the post, and first have a solemn shake hands all around, then after a short talk he likes to take a friendly smoke, then as much to eat as he can get, and the more tea to drink with it the better; after a day or two, or as much of this as your patience will stand he is ready to trade, but you must be very diplomatic in concealing your feelings of annoyance, or you may ruin the business.

Руководство Русской Америки неоднократно снаряжало экспедиции для исследования бассейна реки Юкон, которые по большей части не достигали канадской территории. Вместе с тем, во время подготовки к строительству русско-американского телеграфа 9 мая 1867 года исследователи Франк Кетчум и Майк Лебарж прошли на берестяных каноэ вверх по реке Юкон от Форт-Юкона на Аляске и 25 июня достигли Форт-Селкёрка, что было пределом проникновения экспедиций по Юкону. Вскоре после возвращения из экспедиции путешественники узнали о закрытии проекта в связи с началом функционирования атлантического кабеля.
В 1867 году Аляска была продана Соединённым Штатам Америки. Американцы начали проводить агрессивную политику в регионе. Они не разделяли ритуалы, которыми индейцы сопровождали торговые операции, и которые соблюдали представители Русской Америки и Канады. Компания Гудзонова залива имела договорённости, по которым представители Русской Америки не препятствовали вести меховую торговлю в фортах Аляски, в частности в Форт-Юконе. Однако в 1867 году американцы предложили британским торговцам покинуть форт. Некоторое время продолжались политические интриги вокруг ухода, однако в компании Гудзонова залива полагали, что из форта придётся уйти. В 1869 году руководитель форта Джеймс Макдугал получил приказ сжечь Форт-Юкон, но не успел этого сделать:стр.40.
В 1870 году Макдугал был вынужден основать торговый пост Рампарт-Хауз на берегу реки Поркьюпайн, ошибочно полагая, что он уже находится за границей Аляски. Пост не нашёл своего применения, позиции компании на территории Юкона заметно ослабели и было решено перебазироваться в небольшой Лапьер-Хауз. На этот раз Макдугал не повторил своей ошибки и сжёг пост дотла:стр.43. Однако, Лапьер-Хауз находился в чересчур изолированном месте и не мог в полной мере служить торговым целям. В 1872 году было решено повторно построить Рампарт-Хауз, но теперь в твердой уверенности, что он находится на канадской территории:стр.44.

### Миссионеры
В 1860-х годах в Юконе появились миссионеры римской католической церкви и англиканской церкви, однако огромная территория не позволяла им оказывать большое влияние на регион и его коренных жителей. Вместе с тем, протестанты и католики спешили захватить большее влияние в регионе и соревновались друг с другом. Первенство захватили представители англиканской церкви.
Весной 1862 года преподобный Уильям Вест Киркби, позже ставший архидиаконом англиканской церкви, отправился из Форт-Симпсона на запад. Он начал путешествие 29 мая, отправившись вниз по течению реки Маккензи, затем вверх по реке Пил и через хребет Ричардсона :стр.55. В ходе путешествия он посетил торговый пост Лапьер-Хауз, где его тепло встретили, а 9 июля он прибыл в Форт-Юкон. Через семь дней он отправился в обратный путь и 29 августа вернулся в Форт-Симпсон:стр.56. Вдохновлённые успехом Киркби, на территорию устремились другие служители церкви: Роберт Макдугал (в ряде других источников, Роберт Макдональд) руководил миссией в Форт-Юконе, а Уильям Карпентер Бомпас изначально не был привязан к конкретному месту:стр.59. Англиканская миссия в Рампарт-Хаузе была основана в 1869 году. С 1862 по 1900 годы Роберт Макдугал проводил время в многочисленных поездках по территории между Форт-Юконом и Форт-Мак-Ферсоном.
Представители католической церкви появились через год после протестантов. Отец Джон Сегуин, миссионер Облаты Непорочной Марии, обнаружил, что торговцы относятся лояльно к протестантским священникам.

### Канадская конфедерация
В 1870 году компания Гудзонова залива передала свои земли доминиону Канада. Владения компании включали землю Руперта и Северо-западную территорию, частью которой являлся Юкон. Канадская конфедерация поначалу не была заинтересована в исследовании новых отдалённых территорий.
В 1874 году американцы Джек Маккуэстен и Алфред Мейо, зная о покупке Аляски Америкой, основали торговый пост коммерческой компании Аляски Форт-Релайанс недалеко от современного Доусона. Следующие восемь лет они вели активную торговлю, и форт был региональным центром.
В 1883 году лейтенант армии США Фредерик Сватка возглавил экспедицию, основной целью которой было нанесение на карту бассейна реки Юкон. Сватка прошёл перевал Чилкут и в ходе своего похода, который продолжался около трёх лет, сделал наиболее аккуратную на тот момент карту местности. Также Сватка дал название ряду географических объектов вдоль реки. Канадское правительство поначалу не заинтересовалось экспедицией Сватки, хотя большая её часть проходила по канадской земле, однако позже было решено отправить экспедицию канадских исследователей.
В 1888 году Роберт Макконел из Геодезического общества Канады отправился для нанесения на карту поста Рампарт-Хауз, однако он решил добраться до Форт-Юкона, а там ждать лодки, что задержало его на целый год. В то же время небольшая американская команда геодезистов под руководством Генри Тёрнера прибыла, чтобы определить американо-канадскую границу на реке Поркьюпайн. По их вычислениям торговый пост Рампарт-Хауз оказался на 52,8 км в глубине американской территории:стр.46.
Зимой 1888 года геодезист Уильям Огилви провёл много времени за определением точного местонахождения 141-го меридиана. По его подсчётам выходило, что граница, установленная командой из США, заходит на 90 миль (около 150 км) вглубь территории Канады. Огилви совершил длительное путешествие, чтобы показать результаты своих измерений. Когда была установлена правильная граница между Аляской и Канадой, оказалось, что большая часть богатств реки Фортимайл находится на территории Канады.

## Развитие территории

### Китовый промысел

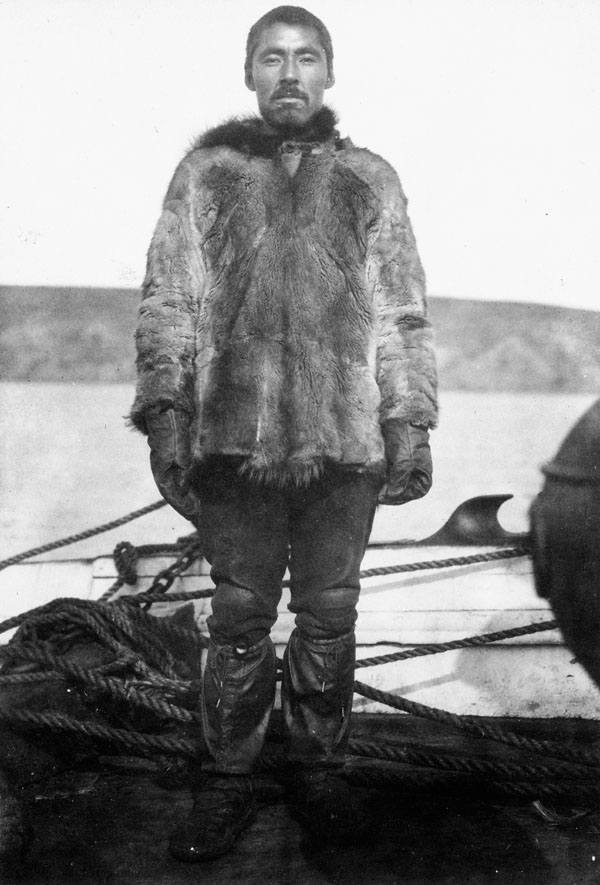
Китобой с острова Хершел

В 1889 году китобои Аляски с корабля «Тетис» («Thetis») основали зимнюю базу на острове Хершел в арктических водах Юкона. Остров был единственным безопасным местом для судов на участке от мыса Барроу до дельты реки Маккензи и пользовался большой популярностью у американских китобоев, которые истребляли китов и притесняли коренное население при попустительстве канадской стороны. Одновременно на острове могло находиться до ста промысловых судов. Менее чем за 20 лет китобои почти полностью истребили гренландских китов в регионе. Например, известно, что судно «Мэри Д. Хьюм» («Mary D. Hume») из Сан-Франциско, занимаясь промыслом с 19 апреля 1890 года по 29 сентября 1892 года, провело две зимы около острова Хершел. Было убито 38 китов, на общую сумму 400 000 долларов США:стр.112.
Кроме того, американские китобои сильно мешали торговым операциям компании Гудзонова залива. Они торговали с индейцами алкоголем и винтовками винчестер, что было запрещено канадским правительством, и переманили индейских торговцев от торгового поста Рампарт-Хауз:стр.31. Инспектор Константин писал, что в 1895—1896 годах на острове было более 1000 человек с 12 американских судов, которым практически нечего было делать во время зимовки. У них было большое количество алкоголя, которое они использовали для обмена с индейцами. Часть людей сбежала с кораблей и отправилась в поисках золота.
В ответ на притеснения с американской стороны, в 1893 году на остров пришли миссионеры англиканской церкви (по другим данным это произошло в 1896 году). С миссией на остров прибыл Исаак Стрингер, позднее ставший епископом Юкона. Стрингер просил Оттаву о помощи. Однако силы порядка в Юконе были немногочисленны и не могли помочь отдалённому острову. В 1903 году ставший к тому времени суперинтендантом Константин основал пост полиции в Форт-Мак-Ферсоне, руководить которым было поручено Фрэнсису Фицджеральду. Одним из данных ему поручений было патрулирование острова Хершел и основание там форта в случае необходимости. В августе 1903 года Фицджеральд вместе с переводчиком совершили экзаменационную поездку. На острове было обнаружено семь кораблей, только один из них подозревался в наличии алкоголя и продажи его инуитам.
Мода на использование китового уса в одежде закончилась в 1910 году:стр.112, а к 1914 году китовый промысел на острове прекратился. Полиция оставалась на острове для демонстрации канадского присутствия вплоть до 1964 года.

### Первые старатели
По утверждениям торговцев мехом и миссионеров, золото в притоках Юкона находили давно. Опасаясь притока старателей, данные находки тщательно скрывались. Вместе с тем, открытие золота в Британской Колумбии и небольшая лихорадка в округе Кассиар в 1874 году привели старателей и на берега реки Юкон:стр.32. В 1880 году американские военные заключили договор с тлинкитами об использовании перевала Чилкут в горах Аляски и Британской Колумбии. Тлинкиты, которые поначалу никого не пускали через перевал, быстро обнаружили, что могут получать выгоду, пакуя продовольствие для многочисленных старателей:стр.32. Перевал открывал доступ к верховьям реки Юкон и вскоре стал основным маршрутом старателей. Чтобы уменьшить проблему голода, канадское правительство выпустило указ, по которому на территорию пускались только люди, имеющие запас продуктов весом 1000 фунтов, а также имеющие возможность содержать себя в течение года:стр.42.
В это время основано несколько центров золотодобычи. Сначала золото было найдено на реке Стьюарт в 1885 году:стр.33. В 1886 году с района было вывезено золота на 100 000 канадских долларов, что только увеличивало активность старателей. Вскоре было обнаружено золото на реке Фортимайл:стр.33.
Город Форти-Майл, первый город на территории Юкона, был основан зимой 1887 года, когда 160 человек основали поселение на территории индейцев хан, предшественников современных Тшондэк-Хвэчин. Поначалу управление городом находилось в руках самих старателей, они устанавливали наказание для воров и предупреждали торговцев спиртными напитками от совершения сделок с коренным населением. Название города и реки связано с расстоянием от Форт-Релайанса (40 миль вниз по течению), по аналогии существовал и Сиксти-Майл (60 миль вверх по течению).
Епископ Бомпас основал в городе миссию Бакстон, а также написал два письма в Оттаву, выражая недовольство потерей морали среди золотоискателей, что оказывает негативное влияние на индейцев. Примерно в то же время в город прибыл Джон Хили и основал торговый пост Форт-Кудахи (англ. Fort Cudahy) на противоположном берегу реки Фортимайл. Во многом благодаря стараниям этих двух человек в город для выяснения ситуации было направлено два представителя Северо-западной конной полиции: инспектор Чарльз Константин и сержант Чарльз Браун. За несколько недель пребывания в Форти-Майле они подтвердили права Канады на территорию и собрали таможенных сборов на сумму около 3200 канадских долларов. Константин описывал необходимый отряд следующим образом:

Отправляемый отряд … должен работать на не менее чем двухгодичной основе и состоять из мужчин 22 или 23 лет, крупного телосложения, непьющих. Необходимо помнить, что они одни в стране … оторваны от остального мира восемь месяцев в году.
Оригинальный текст (англ.)The Force sent in … should be of not less than two years service and from twenty-two to thirty-two years of age, of large and powerful build, - men who do not drink. It should be remembered that they are alone in the country … shut out from the outer world for eight months of the year.

Инспектор Константин настаивал на отряде из 40 человек, однако ему было выделено только 20. В июле 1895 года инспектор Константин с отрядом вернулся в Форти-Майл. Первый год они занимались в основном строительством форта Константин. Впервые применить силу им пришлось в 1896 году, когда у них потребовали зарегистрировать участок, полученный насильственными методами. Отряд из двенадцати вооружённых представителей полиции совершил марш длиной 48 км и вернул участок законным владельцам. Именно в Форти-Майле находился офис по регистрации участков золотодобычи.

### Золото Клондайка
|                           |
| Карта Клондайка 1897 года |

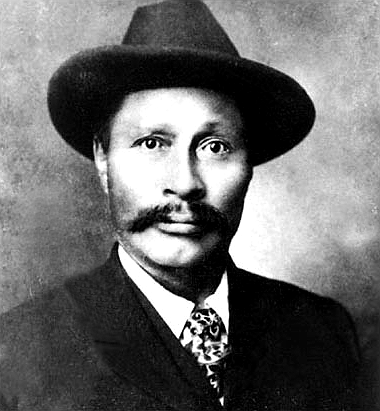
Джим Скукам был среди первых старателей Клондайка.

Клондайкская золотая лихорадка началась после того, как 17 августа 1896 года старатели Джордж Кармак, Джим Скукам и Чарли Доусон обнаружили золото на ручье Бонанза-Крик, впадающем в реку Клондайк. Они зарегистрировали права на землю 24 сентября того же года, уложившись в 60-дневный срок, предписанный правительством в то время. Новость об этом быстро облетела обитателей бассейна реки Юкон. Однако, понадобился ещё год, чтобы информация достигла большого света. Золото не вывозилось до июня 1897 года, когда открылась навигация и океанские лайнеры «Экскелсиор» (англ. Excelsior) и «Портлэнд» (англ. Portland) приняли груз с Клондайка.
«Экскелсиор» прибыл в Сан-Франциско 17 июля 1897 года с грузом на сумму около полумиллиона долларов, возбудив интерес публики. Когда через три дня «Портлэнд» прибыл в Сиэтл, его встречала толпа. Газеты сообщили о половине тонны золота, но это было преуменьшением, так как корабль перевез более тонны металла.
В том же году офис по регистрации участков был перенесён в Доусон, откуда ушли индейцы, вытесняемые прибывавшими толпами людей. В городе не хватало денег, продуктов питания, обычных предметов первой необходимости и жилой площади, несмотря на высокую стоимость аренды. Оплата проводилась в основном золотом, которое стоило 16 долларов за унцию. Город активно строился несмотря на очень высокую цену на стройматериалы. В частности, 1000 кубических футов пиломатериалов (около 28 м³) стоили в Доусоне около 140 долларов, а, например, в Онтарио — менее 7 долларов. К 1898 году все участки были разобраны и многократно перепроданы или сданы в аренду.

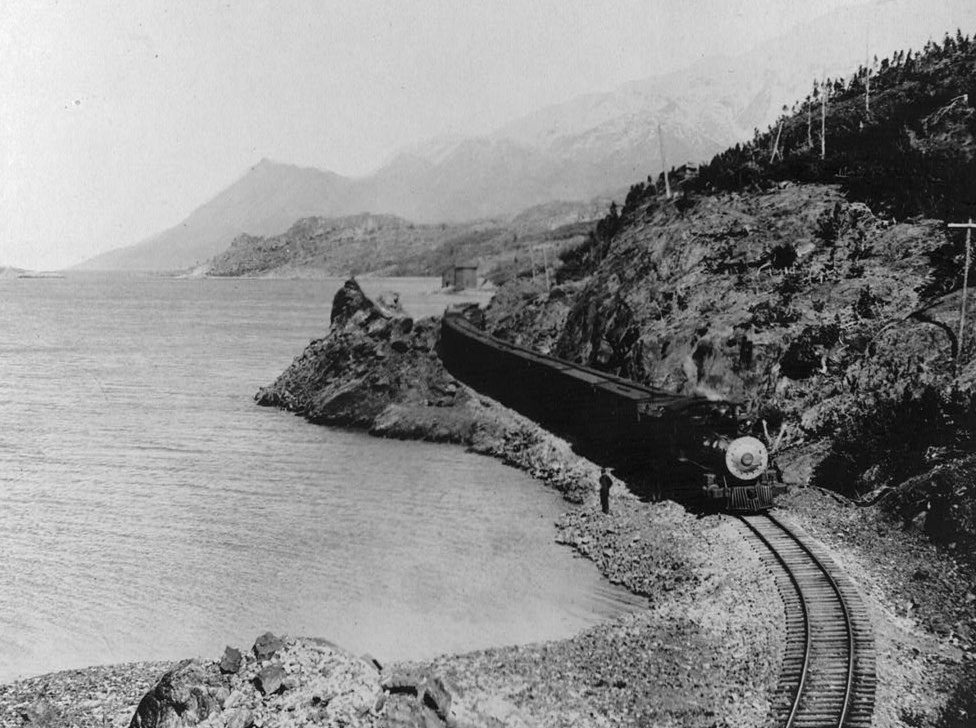
Поезд железнодорожной компании «White Pass & Yukon Route» движется вдоль берега озера Беннетт.

Уже в конце 1898 года лихорадка стала ослабевать, тысячи людей покинули труднодоступные места. Ещё больше людей уехало, когда в 1899 году было обнаружено золото на Аляске. Золотая лихорадка способствовала развитию инфраструктуры территории. В 1900 году железнодорожная компания «White Pass & Yukon Route» основала город Клоузлейт (позже ставший Уайтхорсом) и соединила его с Скагуэем на Аляске. Через два года между ним и Доусоном была проложена зимняя трасса.
Во время золотой лихорадки существенно менялась численность населения Юкона и его населённых пунктов. В июле 1896 года город Доусон не существовал, год спустя его население составляло 5000 человек, а ещё через год 30 000 человек (по другим данным максимальная численность населения в городе составляла 16 000 человек). По данным статистической службы Канады население Юкона в 1901 году составляло 27 219 человек, в 1911 — 8512 человек, а в 1921 — 4157 человек. Кроме того, изменился и расовый состав: если до начала золотой лихорадки на одного коренного индейца на территории приходилось два приезжих человека, то по переписи 1901 года соотношение составляло 1 к 8:стр.40.
К 1906 году относительно лёгкая добыча золота прекратилась, а территория досталась крупным компаниям с дорогостоящим оборудованием. Золотодобыча являлась основой экономики Юкона до 1920-х годов. Следуя за ценой на золото, индустрия возрождалась в 1940-х годах, а затем ещё раз в 1970-х. Общее зарегистрированное количество золота, добытого в Юконе с 1885 года, составляет 12,5 млн унций.

Клондайкская золотая лихорадка
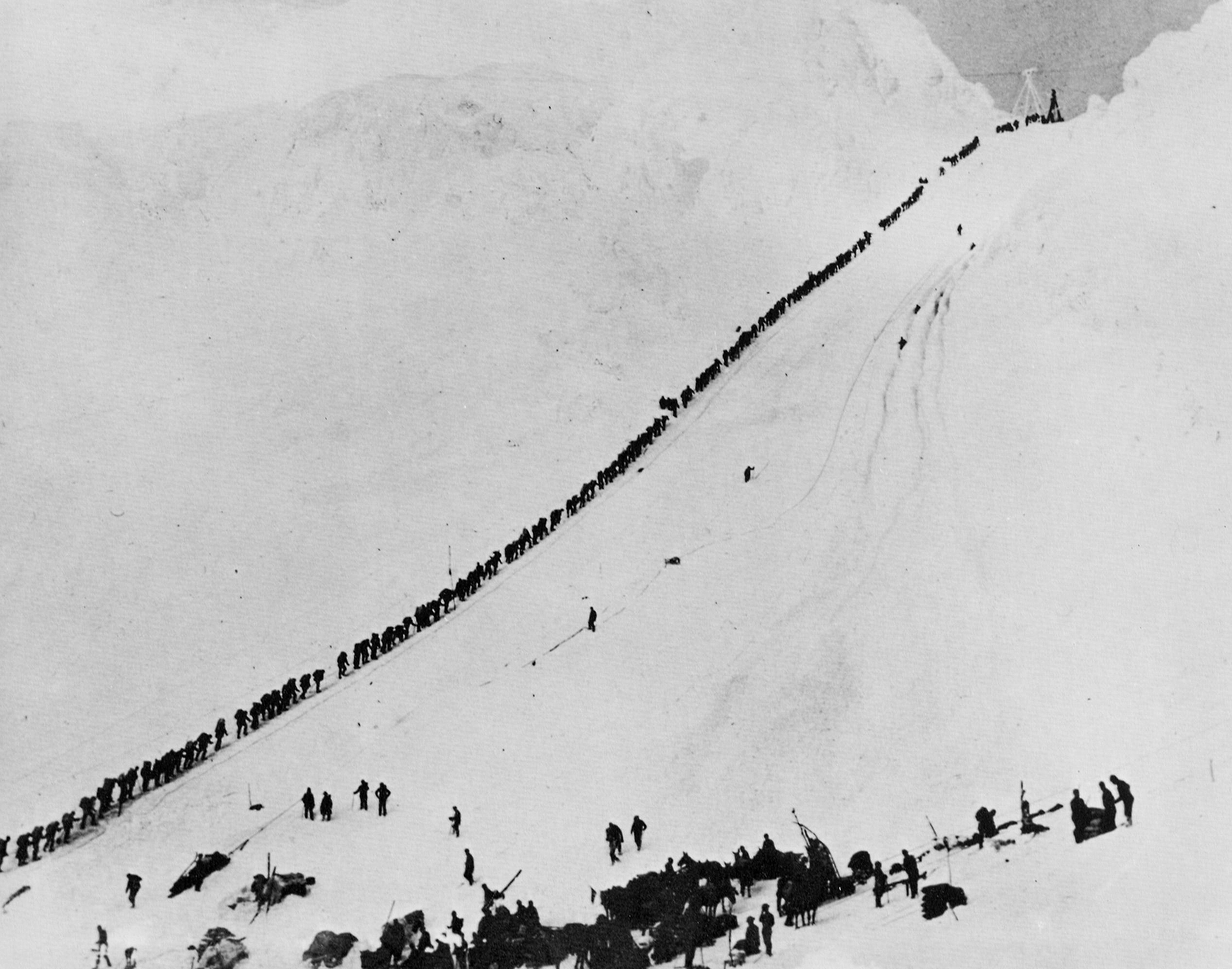
Перевал Чилкут открывал доступ на Клондайк
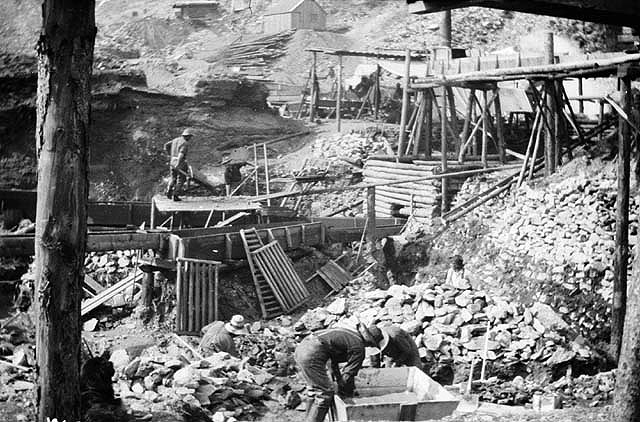
Лагерь старателей на ручье Бонанза-Крик
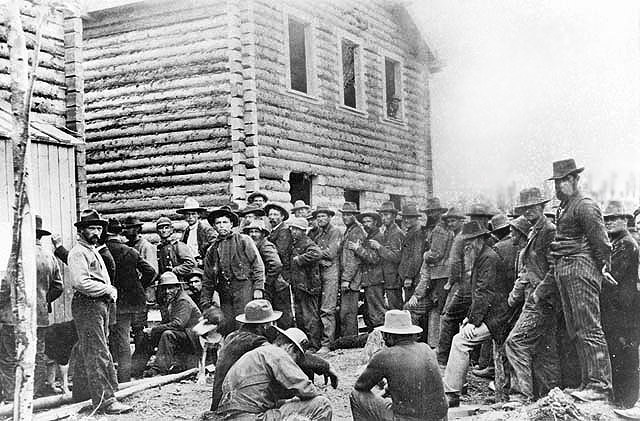
Очередь на регистрацию участков

### Серебро района Мейо

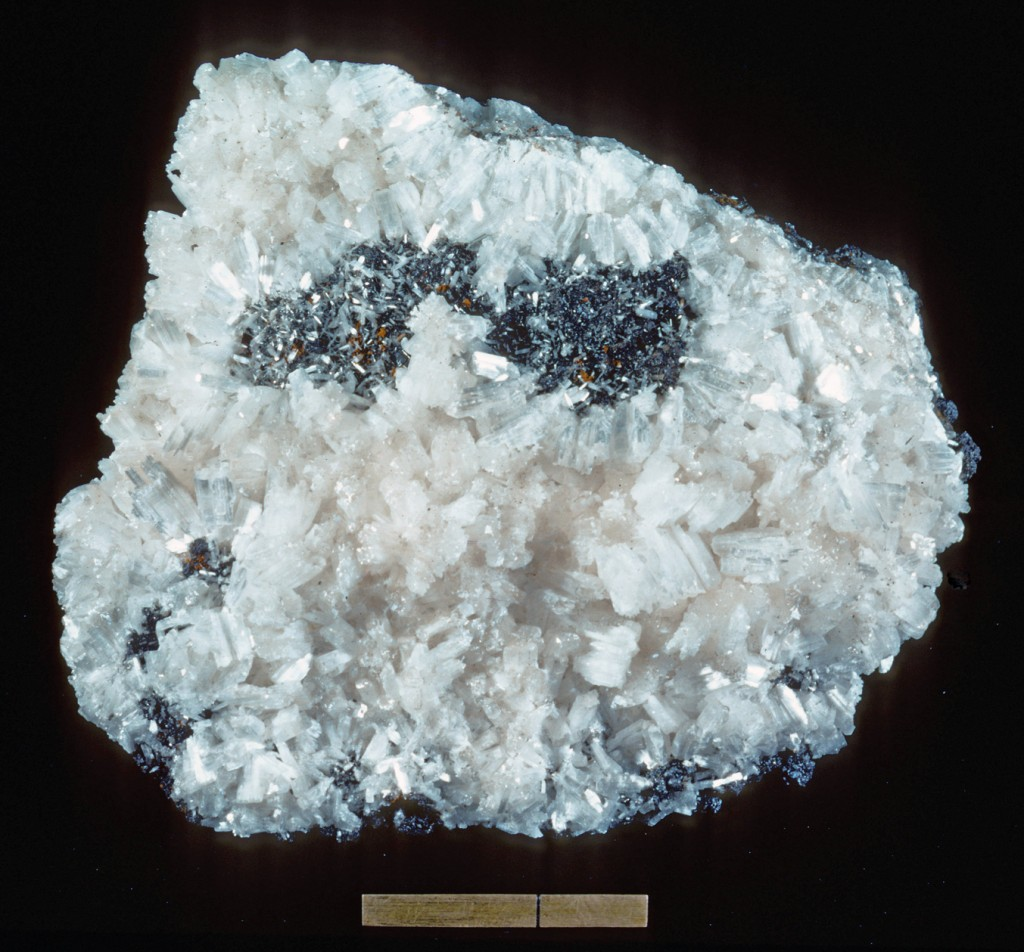
Серебряная руда из Кино. Экспонат Королевского музея Онтарио в Торонто.

Конец золотой лихорадки совпал с открытием месторождений серебра. Старатели в поисках золота исследовали все ручейки на территории Юкона. В 1903 году Джейк Дэвидсон обнаружил серебристый минерал и зарегистрировал права на участок. Он считается первым человеком, обнаружившим серебро в Юконе. В 1906 году первый груз серебряной руды пришёл из района Мейо. В 1914 году с шахты Силвер-Кинг было вывезено около 1000 тонн руды. Начиная с этого времени экономика Юкона стала переходить с золота на добычу других полезных ископаемых.
В последующие годы было открыто множество месторождений, на месте шахт основывались поселения, которые становились пустыми, как только шахты переставали давать руду. Таких заброшенных, или почти заброшенных поселений на территории Юкона довольно много. Самыми известными являются Кино-Хилл, где руда добывалась с 1919 года, и Элса, где руда добывалась с 1930-х годов.
В 1914 году был основан город Элса, а в 1918 году было открыто большое месторождение серебра близ Кино. В 1920 году компания Keno Hill Limited, дочернее предприятие Yukon Gold Company из Доусона, зарегистрировала 600 участков только в районе Кино. Спустя несколько лет было открыто месторождение на Галена-Хилл. Первая обогатительная фабрика была построена в 1925 году. В 1932 году казалось, что месторождения Кино были исчерпаны, однако регион Галена-Хилл выглядел перспективным и компания Keno Hill Limited перебазировалась в Элсу.
Добыча серебра продолжалась вплоть до 1989 года с перерывом на 1941—1945 годы. По данным правительства Юкона за период с 1913 по 1989 год только с шахт Кино было вывезено 5,37 млн тонн руды с содержанием серебра 1148,72 грамм/тонну, свинца — 5,62 % и цинка — 3,14 %. Эти показатели делают регион вторым по величине добычи серебра за всю историю Канады. Всего в регионе Майо добывалось и добывается более 100 видов минералов.

### Вторая мировая война

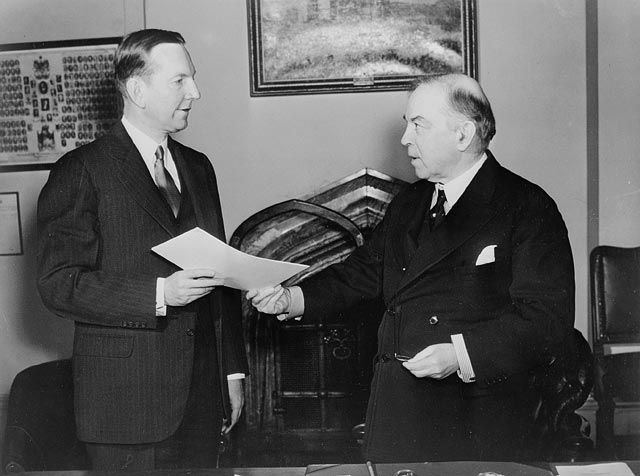
Посол США в Канаде Моффат и премьер-министр Канады Маккензи Кинг обмениваются нотами по строительству аляскинской трассы.

Во время Второй мировой войны правительство США было обеспокоено безопасностью поставок самолётов по ленд-лизу на Аляску и дальше в СССР по маршруту Аляска — Сибирь. Совместной комиссией США и Канады было принято решение о строительстве аляскинской трассы, которая была построена за 10 месяцев 1942 и 1943 годов. Трасса соединяет Досон-Крик, Британскую Колумбию и Фэрбанкс, Аляска, и проходит по территории Юкона.

#### Северо-западный маршрут
В 1920-х годах на территории Юкона стало развиваться авиасообщение. Частные самолёты летали на север без радиосвязи и погодных сводок. Перелёты были возможны только в летнее или зимнее время. Растущие авиаперевозки привели в 1930-х годах к идее создания большой авиасети, связывающей северо-запад Канады с Аляской, Китаем и Сибирью. В 1935 году министерство транспорта Канады провело соответствующие исследования, в результате которых было принято решение о строительстве аэродромов между Эдмонтоном, Альберта и Уайтхорсом, Юкон. Строительство было начато в 1940 году. Уже готовые авиабазы в Гранд-Прэри, Форт-Сент-Джоне, Форт-Нельсоне, Уотсон-Лейке и Уайтхорсе планировалось соединить, используя через каждые 100 миль (160 км) запасные взлётно-посадочные полосы, а через каждые 200 миль (320 км) — радиостанции. В сентябре 1941 года по маршруту, названному Северо-западным (англ. Northwest Staging Route), начались полёты.
После вступления США во Вторую мировую войну Северо-западный маршрут использовался для поставок по ленд-лизу и его дальнейшая разработка осуществлялась совместными усилиями. Только на территории Юкона были построены дополнительные авиабазы в Теслине, Аишихике и Снаге, всего на территории Канады было построено 8 баз. В связи с военным значением маршрута его правление было передано от министерства транспорта Королевским канадским воздушным силам. В 1943 году по маршруту проходило около 450 самолётов ежемесячно.
Между тем, канадское правительство выражало обеспокоенность послевоенным использованием маршрута американцами и потенциальной опасностью для суверенитета страны. Чтобы избежать возможные коммерческие претензии со стороны США в будущем, Канада полностью оплатила строительство на своей территории. По разным оценкам сумма составила от 58 до 75 миллионов долларов.

#### Аляскинская трасса и нефтепровод Канол
Строительство трассы стало одним из ключевых моментов в истории Юкона. На строительстве было задействовано более 10 000 американских военных и 15 000 гражданских лиц США и Канады. Скорость строительства составляла 13 км в день. Было преодолено пять горных перевалов, построено 133 моста длиной от 6 метров и более.

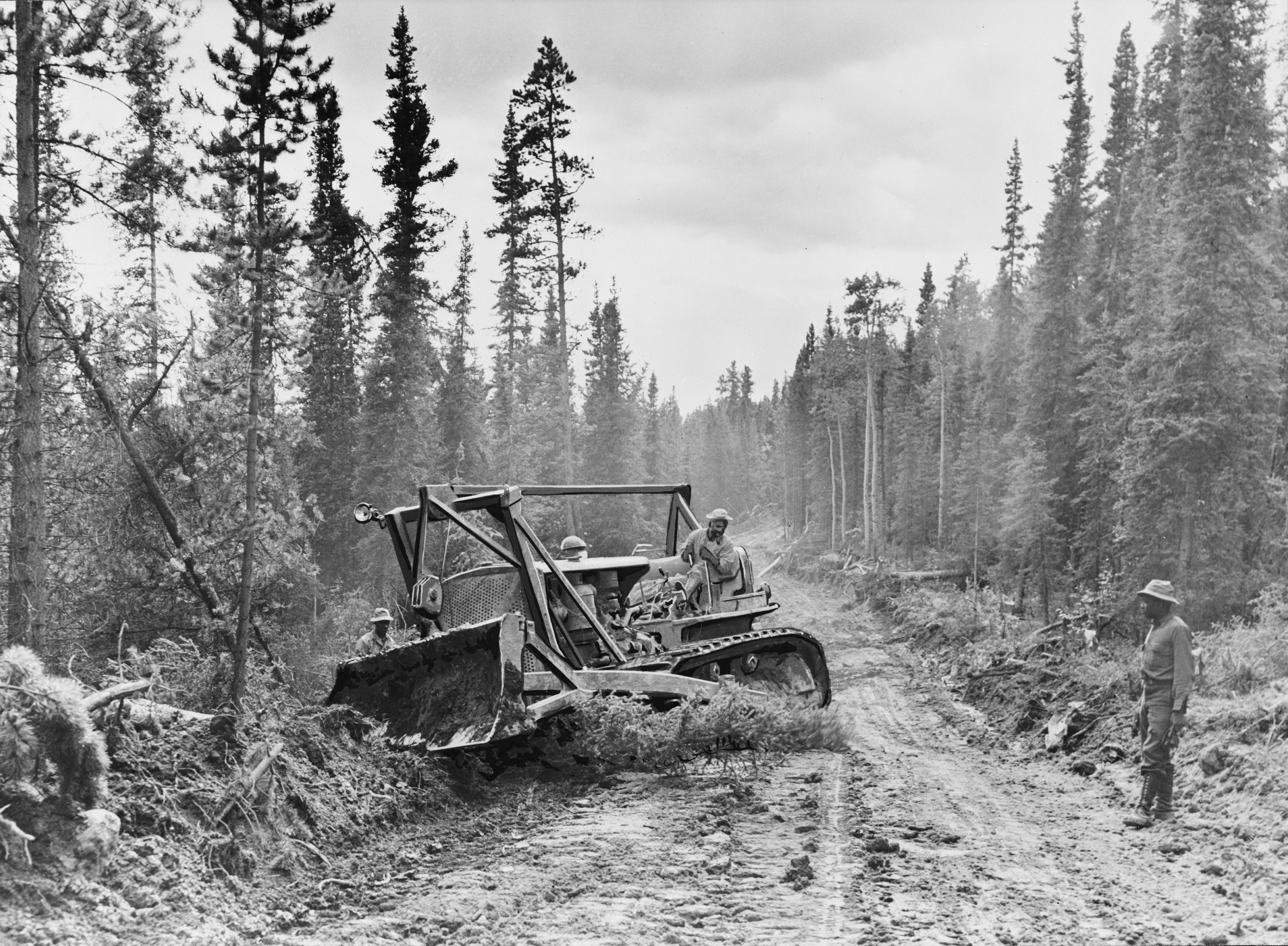
Строительство аляскинской трассы.

Трасса предназначалась для тяжёлой военной техники. После окончания войны на специальной церемонии, прошедшей в апреле 1946 года, американское военное командование передало трассу Канаде, которой оставалось либо забыть про неё, либо реконструировать, чтобы использовать в гражданских целях. В том же году военные части прибыли в Уайтхорс. Восемнадцать лет военные занимались восстановлением трассы и 29 июня 1964 года передали её в ведение федерального министерства. Несмотря на военные цели строительства трассы, в мирное время она способствовала развитию горной и нефтяной промышленности, индустрии туризма и автоперевозок в Британской Колумбии и Юконе. Кроме того, она стала важным звеном в преодолении изоляции севера Канады. После войны население территории начало постепенно восстанавливаться. По данным статистической службы Канады в 1941 году в Юконе проживало 4914 человек, в 1951 — 9096 человек, а в 1956, когда перепись стала проводиться каждые пять лет, — 12 190 человек.
Вместе с аляскинской трассой канадское правительство под напором американских военных приступило к проекту строительства нефтепровода длиной более 1000 км, соединяющего нефтяные месторождения Северо-Западных территорий с аляскинской трассой и нефтеперерабатывающим заводом в Уайтхорсе. Расходы на строительство нефтепровода, получившего название Канол (англ. Canol (Canadian Oil)), превысили в пять раз предполагаемую смету расходов в 24 миллиона долларов. Нефтепровод был запущен 16 февраля 1944 года, проработал 13 месяцев и прекратил свою работу в марте 1945 года, став «монументом глупости военщины» (англ. «junkyard monument to military stupidity»). После войны трубопровод был разобран и использован повторно для строительства нефтепровода, соединяющего Северо-Западные территории и Альберту.

### Асбест на Клинтон-Крик. Медь и цинк близ Фаро

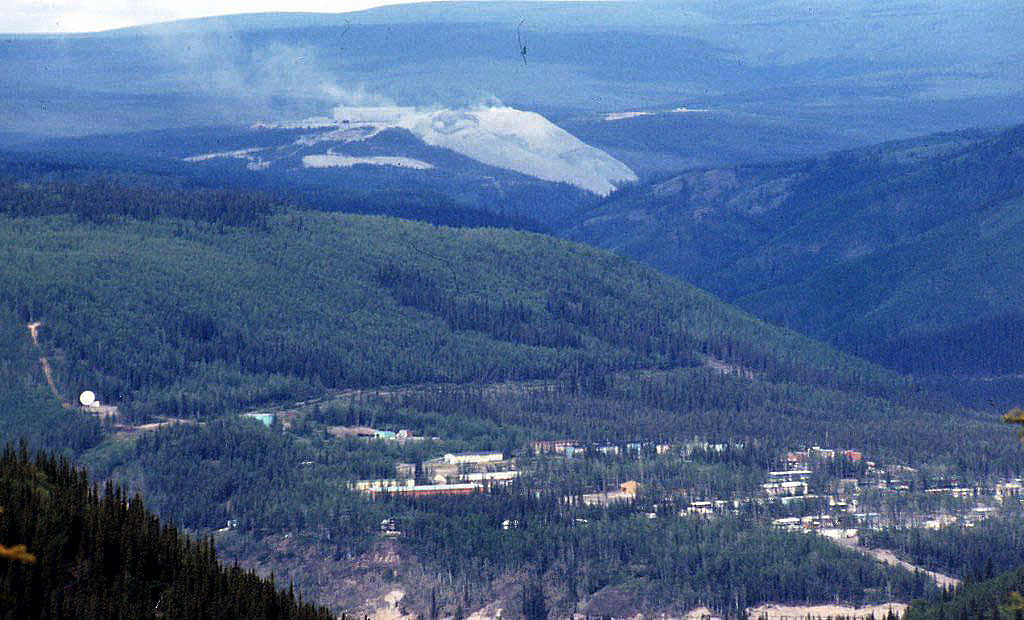
Клинтон-Крик, месторождение асбеста.

Добыча асбеста на берегах Клинтон-Крик около Доусона была ещё одним кратковременным эпизодом в истории Юкона. Добыча проводилась с 1967 по 1978 годы под руководством компании Cassiar Asbestos Corporation. Клинтон-Крик является самым северным месторождением Канады, где добыча ведётся открытым способом. С 1967 года здесь было произведено более 861 000 тонн асбеста.
Кроме асбеста вклад в историю Юкона внесли рудники Фаро, на которых добывались медь и цинк. Ещё в 1953 году группа старателей под руководством Эла Кулана заявили права на землю около Фаро, на которой впоследствии будет находиться одноименный рудник. В 1960 году для работы на участке была образована компания Dynasty Explorations. В 1965 году на участке работало более 100 человек.
Официальное открытие шахты состоялось в 1969 году. Компания-владелец Cyprus Anvil Mining Corporation быстро стала самой крупной частной компанией в Юконе, составляющей третью часть экономики территории. Вместе с шахтой рос и город. Несмотря на лесной пожар, случившийся в 1969 году и почти уничтоживший только что отстроенный город, компания восстановила его. В 1979 году численность населения Фаро составляла 800 человек, а в 1981 — около 2000 человек.
Однако снижение цен на металлы и рецессия середины 1980-х годов привели к закрытию шахты. В 1985 году в городе проживало 97 человек. Так как деятельность компании составляла основу экономики Юкона в 1970-е годы, правительству Юкона пришлось искать новые пути экономического развития.

### Развитие туризма

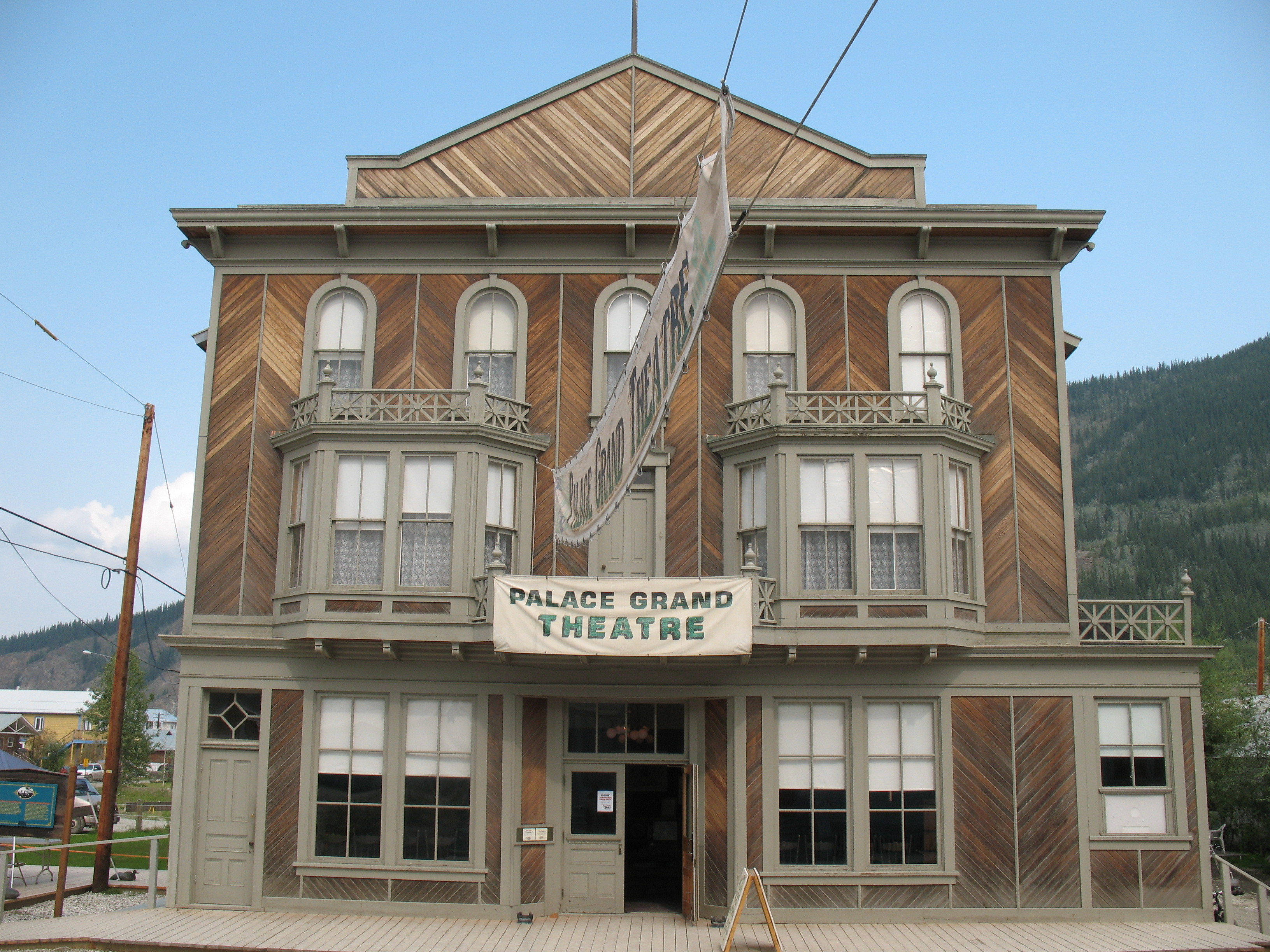
Театр Гранд-Палас в Доусоне.

После многих лет забвения в 1962 году правительство Канады приняло решение восстановить некоторые здания времён золотой лихорадки и превратить Доусон в туристическую мекку. Основной задачей проекта было восстановление театра Гранд-Палас, построенного в 1899 году архитектором из Аризоны Чарли Мидоусом. В июле 1962 года восстановленный театр был открыт постановкой бродвейского мюзикла «Foxy», и, хотя в Доусоне ещё не хватало условий для развития туризма, в него вернулся «дух золотой лихорадки». Со временем были восстановлены также здания библиотеки Карнеги и почтового офиса, построенные в начале XX века.
В 1991 году встала на своё постоянное место около ручья Бонанза-Крик драга номер 4, названная Королём Клондайка. Она была построена в 1912 году и работала на реках и ручьях Юкона до 1959 года. С помощью этой драги было добыто золота на сумму почти 9 млн долларов, в то время, когда цена на него не превышала 35 долларов за унцию.
В настоящее время пять национальных исторических мест, обслуживаемых агентством Парки Канады, расположено на территории Юкона. В основном они связаны с золотой лихорадкой. Ведутся активные работы по сохранению и реставрации различных зданий того времени. Кроме того, в 2006 году был подписан план управления национальным историческим местом Форти-майл, которое находится на территории индейцев Тшондэк-Хвэчин. План также предусматривал реставрацию сооружений, однако наводнение, случившееся в 2009 году, нанесло значительный ущерб некоторым объектам.
По данным Статистической службы Канады численность населения Юкона в 1991 году вернулась ко временам золотой лихорадки и составила 27 797 человек. Последняя перепись населения, проведённая в 2006 году, показала численность 30 372 человека.

## Политическая история

### Формирование границ

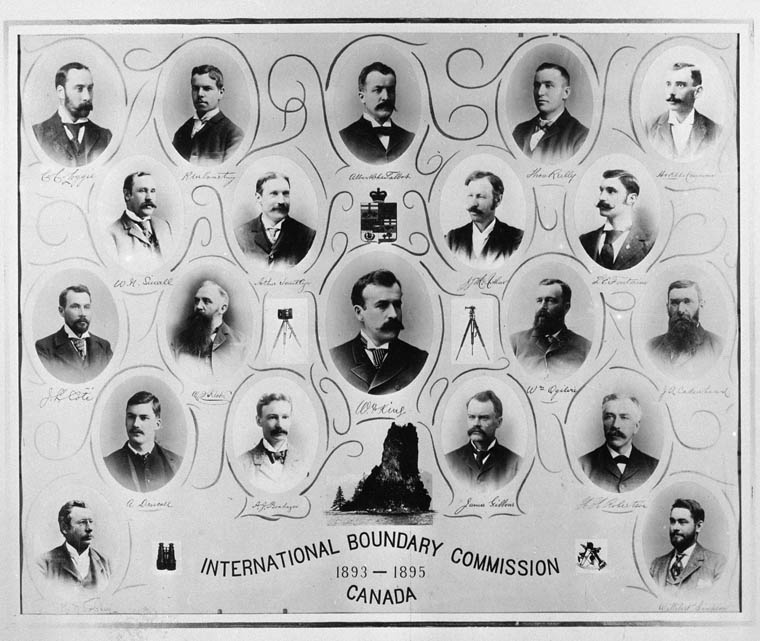
Международная комиссия по определению границы между Аляской и Канадой, 1893—1895 годы.

В 1825 году компания Гудзонова залива и Русско-американская компания достигли соглашения о разделе торговых территорий на Аляске. Основным документом явилось соглашение между Россией и Великобританией, подписанное 28 февраля 1825 года. По этому соглашению граница определялась от южной точки острова принца Уэльского, вдоль по проливу, до суши на 56-м градусе северной широты. Оттуда по хребту гор параллельно берегу до 141-го градуса западной долготы и далее на север до Северного Ледовитого океана. Установленные в соглашении границы было крайне тяжело демаркировать физически
, поэтому долгое время точные границы не были отмечены. Только в 1895 году была утверждена точная граница между Аляской и Юконом, установленная Уильямом Огилви.
Внутренние границы округа Юкон были определены в несколько этапов. Основной проблемой являлась определение морских границ. Так, изначально в 1895 году в округа Юкон, Маккензи и Франклин входили все острова, находящиеся в прибрежной 3-мильной зоне. Это означало, что острова за этой полосой не принадлежали ни одному субъекту. В 1897 году границы были изменены. Юкон и Маккензи получили все острова отстоящие от материка не более чем на 20 миль, всю остальную морскую территорию получил округ Франклин.
Границы округа Юкон отличались от чётких границ южных округов по меридианам и следовали топографическим ориентирам, так как целью создания округа было установление закона в местах золотой лихорадки. Поэтому округ Юкон включал реку Юкон и все её притоки и водные маршруты, иными словами, всю территорию, на которой была возможна золотодобыча. В 1897 году произошло изменение границы: западные притоки реки Пил были отданы округу Маккензи, чтобы граница округа Юкон шла точно по бассейну реки Юкон.
При отделении территории Юкон в 1898 году были использованы границы 1895 года. Официальное изменение границ по результатам 1898 года произошло в 1901 году.

### Определение статуса

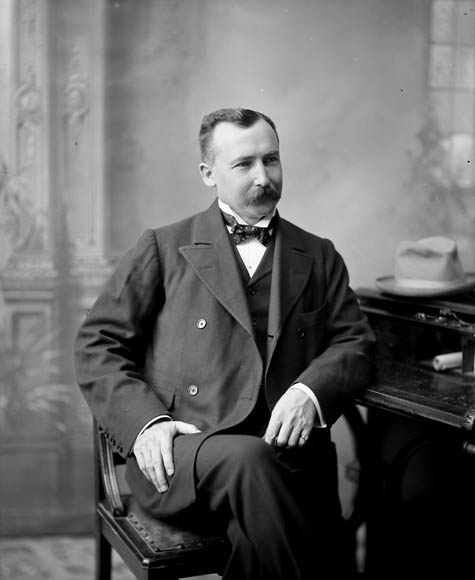
Клиффорд Сифтон, министр внутренних дел в 1896—1905 годы.

Определение Юкона в качестве отдельного округа в составе Северо-западных территорий произошло в 1895 году, когда вместе с Юконом были выделены также округа Франклин, Киватин, Маккензи и Унгава. Несмотря на то, что Юкон формально входил в состав Северо-Западных территорий, правительство Канады финансировало работу правительства округа, которое занималось управлением Юкона с его растущим населением.
В 1897 году правительство Северо-Западных территорий отправило в Доусон агента, который должен был регулировать рынок алкоголя и взимать ежегодно 2000 долларов за лицензию с каждой питейной точки. Этот шаг был предпринят без участия Клиффорда Сифтона, федерального министра, ответственного за территории. Недовольный Сифтон объявил, что сделает Юкон отдельным округом под своим руководством.
В начале 1898 года вопрос об отделении Юкона обсуждался в палате общин Канады. Акт о территории Юкон почти полностью повторил акт о Северо-Западных территориях, подписанный в 1871 году. Руководить территорией должен был комиссар Юкона, который подчинялся непосредственно Сифтону. Законодательное собрание территории решено было сделать назначаемым правительством Канады, а не выборным, как у Северо-Западных территорий. Основной причиной этого стало то, что 90 % жителей Юкона были приезжими, в основном американцами.
В 1905 году правительство Канады пришло к выводу, что новые площади готовы к ответственности на уровне провинций. Было решено, что земли севернее 60 градуса северной широты не приспособлены для ведения сельского хозяйства и маловероятно наличие постоянных поселений на этой территории. Постоянные поселения, однако, необходимы для стабильного управления провинцией. Так был подтверждён статус территории.

### Столица
Столицей территории с момента её образования был город Доусон, который являлся центром золотой лихорадки. Однако к середине XX века численность населения Доусона заметно сократилась. Центром экономической активности постепенно стал Уайтхорс. В 1943 году в него была перенесена штаб-квартира юконского подразделения Королевской канадской конной полиции, а в 1951 году Уайтхорс получил два места в законодательном собрании территории. За год до этого, в 1950 году Уайтхорс получил статус города с мэром и городским советом, состоящим из четырёх человек.
12 марта 1951 года федеральное правительство объявило о переносе столицы. После целого ряда подготовительных работ, включающих строительство нового федерального здания, 1 апреля 1953 года новой столицей территории Юкон официально стал Уайтхорс. Первое заседание законодательного собрания в Уайтхорсе состоялось уже 8 апреля.

Уайтхорс — столица Юкона с 1953 года.
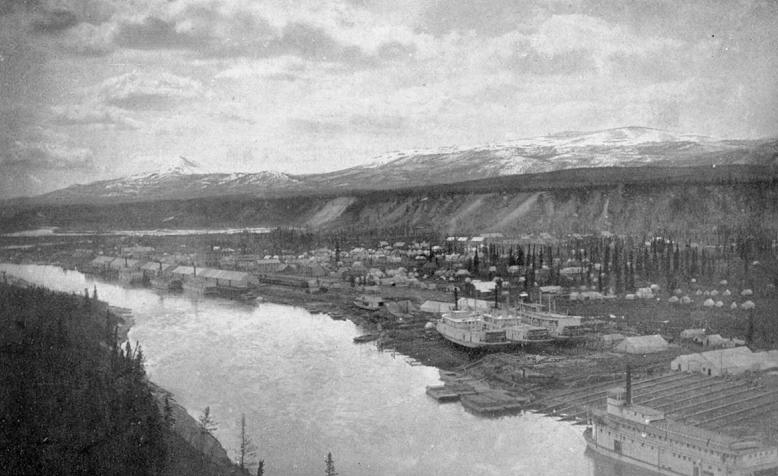
1910 год
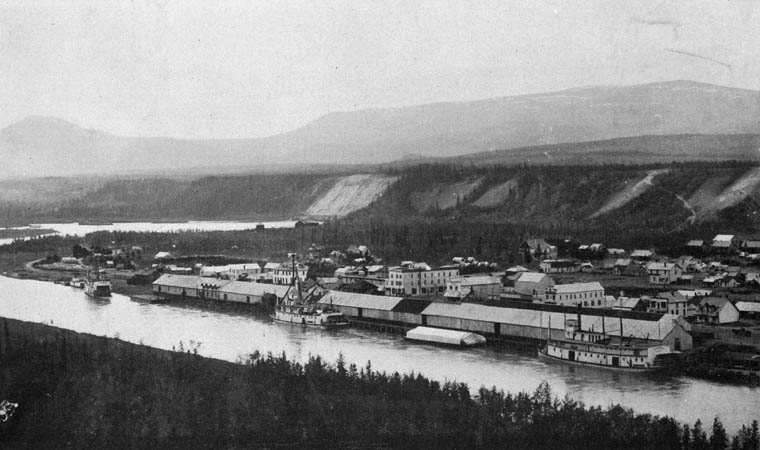
1940-е годы
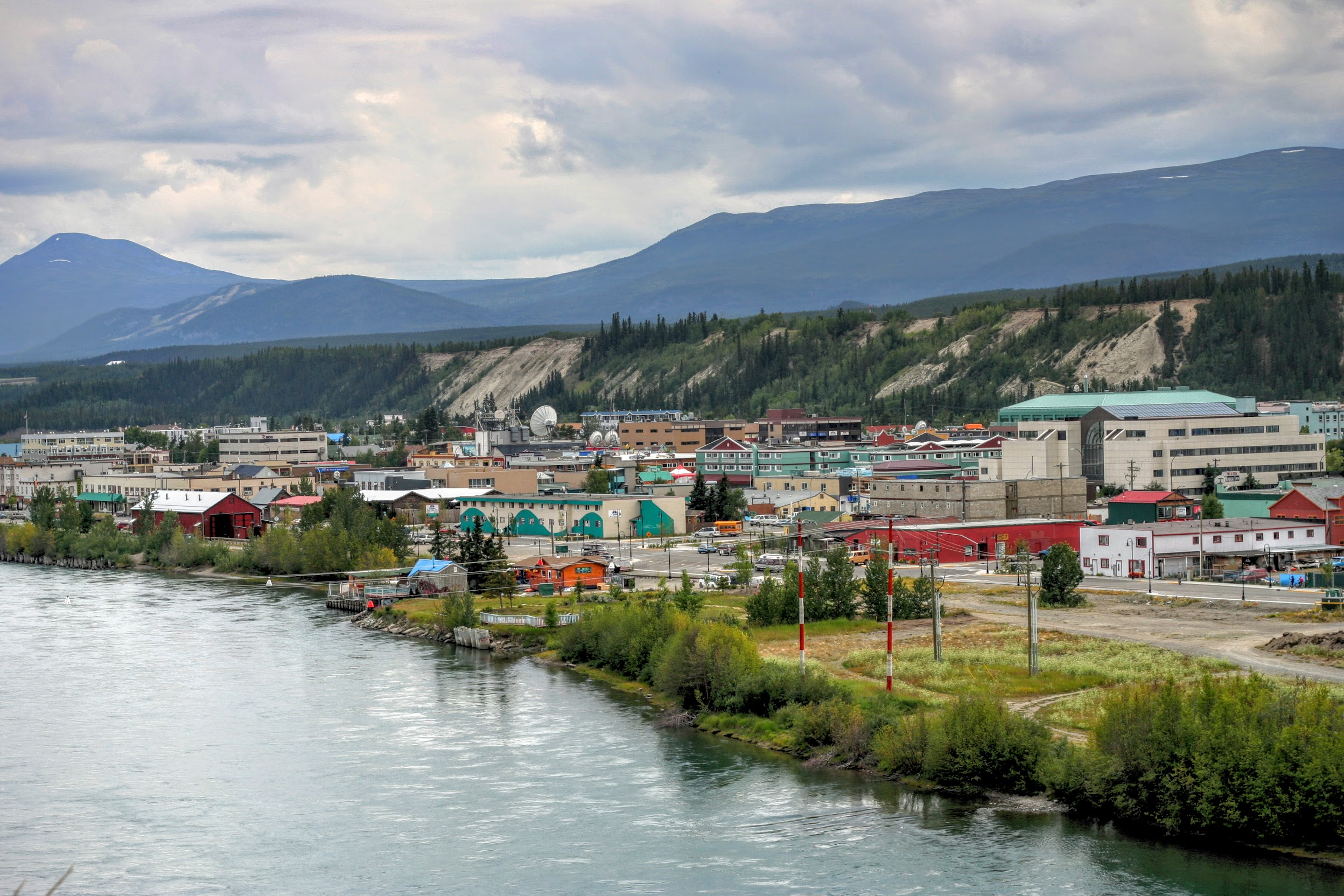
2008 год

### Формирование органов управления
Правительство Юкона, основанное в 1898 году, состояло из четырёх человек, назначаемых правительством Канады, во главе с комиссаром территории. В 1902 году Юкон получил одно место в парламенте. В 1909 году правительство, которое к тому времени состояло из 10 человек, стало выборным.
В 1970-х годах произошли важные изменения в политической системе Юкона, которые связаны с именем Эрика Нильсена (англ. Erik Nielsen), члена парламента Канады от Юкона, долгое время выступавшего за придание территории статуса провинции. Благодаря его активности в 1975 году Юкон получил право назначать одного сенатора от территории, после чего на федеральном уровне Юкон представлен двумя политиками. Кроме того, в 1979 году министр по делам индейцев и севера Канады, Джейк Эпп, написал письмо комиссару Юкона Ионе Кристиансен, в котором давал указания отойти от ежедневного участия в делах территории и оставить за собой только протокольные функции. До 1979 года комиссар Юкона был одновременно и главой правительства (премьером), и главой субъекта (лейтенант-губернатором). Эти указания, получившие впоследствии название письмо Эппа (англ. Epp letter), фактически привели к созданию в Юконе ответственного правительства.
На протяжении многих лет правительство Канады передавало правительству Юкона ряд полномочий, приближая территорию к уровню провинций. В 2002 году был подписан новый акт о Юконе, вступивший в силу уже в 2003 году. Акт максимально увеличил полномочия правительства территории и предоставил ему контроль над программами провинциального уровня. По новому акту «Территория Юкон» сменила название и стала называться «Юкон».

### Зонтичное соглашение

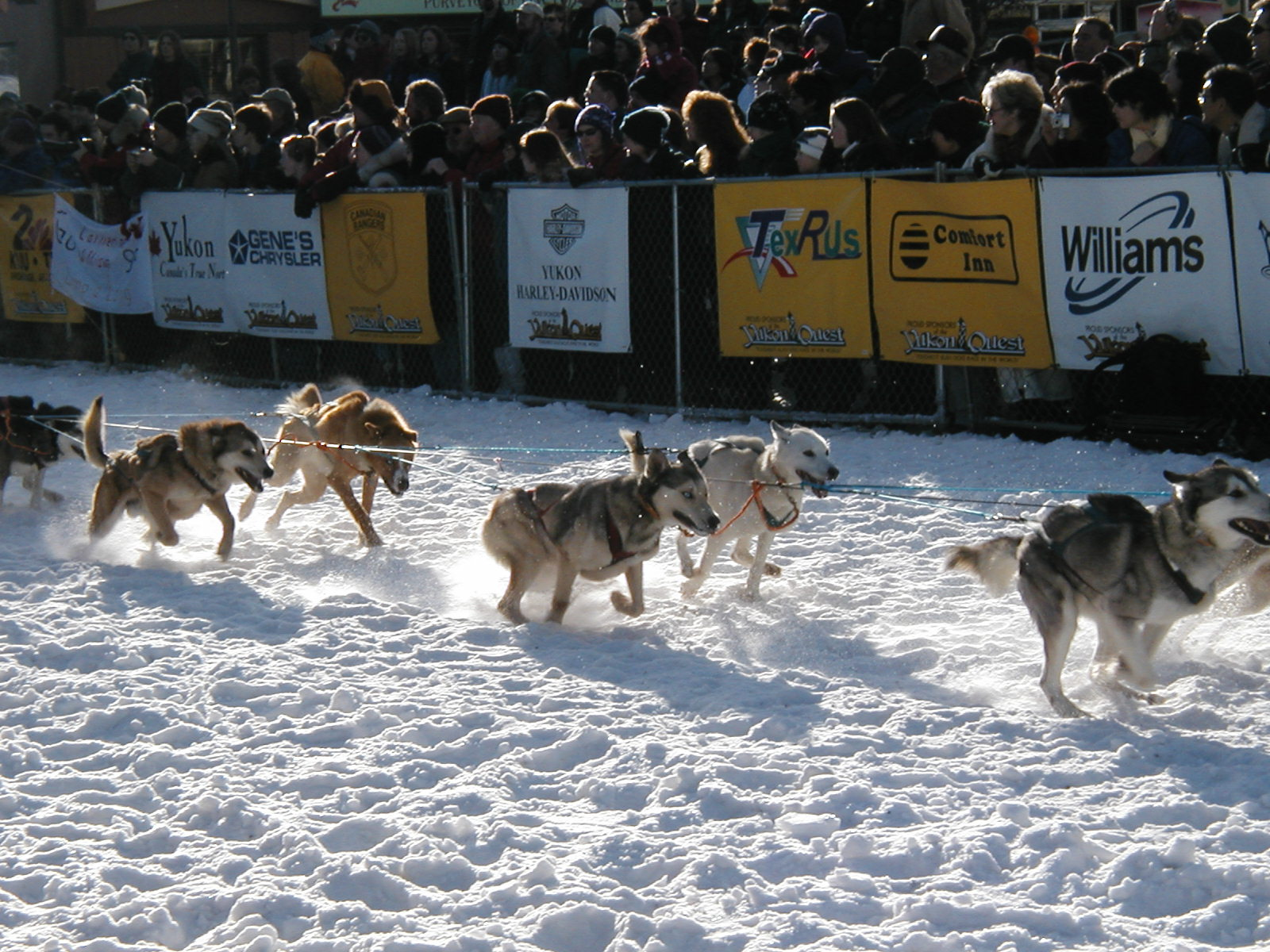
Старт гонки Юкон Квест в Уайтхорсе, 2003 год.

В 1902 году Джим Босс, вождь общины Таан-Квачан, глядя на последствия золотой лихорадки для индейцев Юкона, сказал:

Скажите королю, что мы хотим что-нибудь для наших индейцев, потому что они забрали нашу землю и места для охоты.
Оригинальный текст (англ.)Tell the King very hard, we want something for our Indians because they take our land and game.

В 1973 году индейские вожди Юкона, представители Братства коренных народов Юкона (англ. Yukon Native Brotherhood), во главе с Элайджа Смитом (англ. Elijah Smith) представили правительству Пьера Трюдо в Оттаве документ, названый «Вместе сегодня для наших детей завтра». С этого момента началась история восстановления прав коренных наций территории. Позднее в том же году Братство коренных народов Юкона и Ассоциация индейцев Юкона без статуса (англ. Yukon Association of Non-Status Indians) объединились в Совет индейцев Юкона, сменивший название на Совет первых наций Юкона.
Пять лет после этого подписывались разрозненные соглашения между правительством Канады и отдельными индейскими общинами. В 1979 году к проекту присоединилось правительство Юкона. В 1984 году было заключено принципиальное соглашение, по которому была определена позиция сторон, а также решено сформировать единое зонтичное соглашение, как рамочный документ и основа соглашений со всеми общинами, проживающими на территории Юкона. В 1993 году соглашение было подписано правительствами Юкона и Канады, а также Советом первых наций Юкона. В настоящее время 11 из 14 индейских племён подписали свои соглашения на основе базового.